# Georgios Averoff (Schiff)
Die Georgios Averoff (griechisch Γεώργιος Αβέρωφ) ist ein Panzerkreuzer, der ab 1911 mehr als vierzig Jahre lang das Flaggschiff der griechischen Marine war. Das im Jahre 1910 in Italien als Panzerkreuzer der Pisa-Klasse auf Kiel gelegte Schiff kämpfte in vier Kriegen und spielte in der neugriechischen Geschichte eine wichtige Rolle. Obwohl es landläufig wie auch in Teilen der Literatur als „Schlachtschiff“ (θωρηκτό bzw. englisch: „battleship“) bekannt ist, ist es tatsächlich ein Panzerkreuzer (θωρακισμένο καταδρομικό bzw. englisch: „armoured cruiser“). Die Georgios Averoff ist heute ein Museumsschiff und der letzte noch schwimmende Panzerkreuzer der Welt.

## Beschaffung

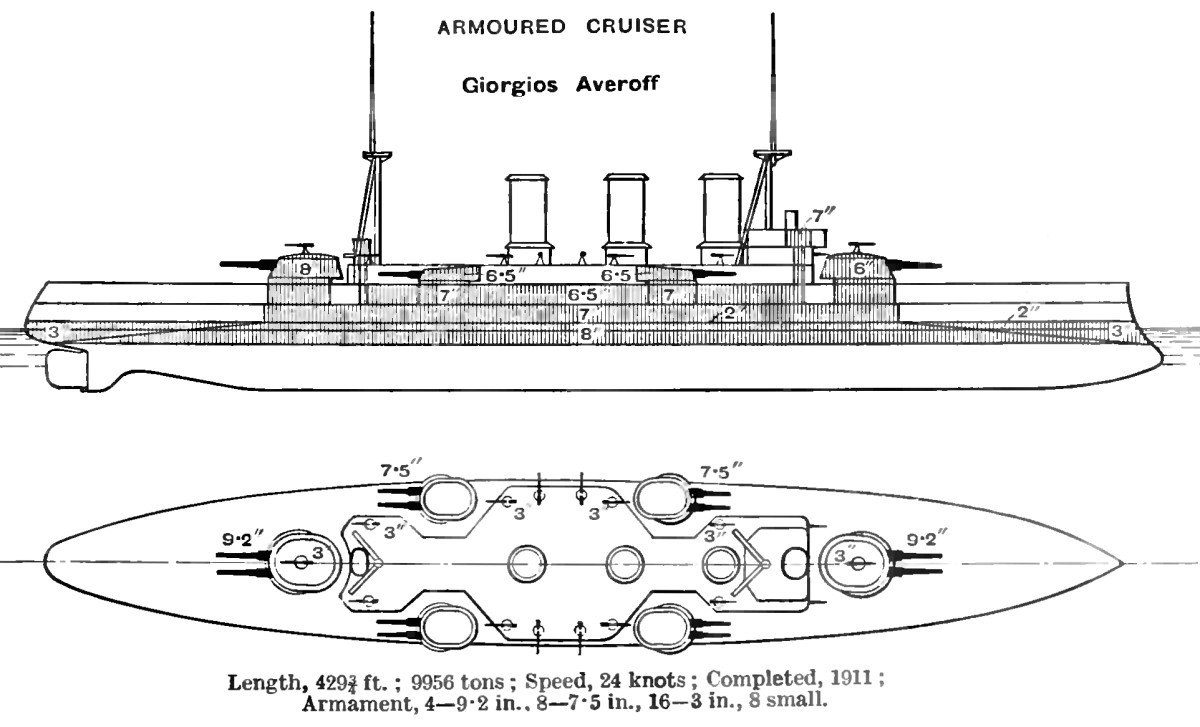
Darstellung 1923 von Bewaffnung und Panzerung des Schiffs

Zu Beginn des 20. Jahrhunderts suchte das Königreich Griechenland seine völlig veralteten Seestreitkräfte radikal zu modernisieren, um seine Stellung auf dem Balkan gegenüber dem Osmanischen Reich, aber auch gegenüber den Verbündeten Serbien und Bulgarien zu behaupten. Vier neue, moderne Zerstörer wurden von der Königlich Griechischen Marine beschafft, aber das wichtigste Projekt war ohne Zweifel die Georgios Averoff.
Der Panzerkreuzer wurde von der italienischen Regia Marina (Königlich Italienische Marine) ursprünglich als drittes Schiff der Pisa-Klasse bei der Orlando-Werft (Cantiere Navale Fratelli Orlando) – international auch bekannt als Orlando Shipyards – in Livorno in Auftrag gegeben. Nach der Kiellegung im Februar 1909 wurde der Auftrag aus Kostengründen jedoch von der Regia Marina wieder storniert und der Weiterbau vorerst eingestellt. Die griechische Regierung, die bis dahin noch kein den Wünschen entsprechendes größeres Kriegsschiff gefunden oder in Auftrag gegeben hatte, erfuhr davon, sprang daraufhin schnell ein und übernahm das Schiff im November 1909 mit einer Anzahlung von nur 300.000 Pfund Sterling. Der neue Panzerkreuzer erhielt bei seiner Ausstattung nach Absprache mit den Griechen eine Kombination aus Komponenten verschiedener Hersteller. Die 22 kohlegefeuerten Dampfkessel vom Typ Belleville und die beiden Vierzylinder-Expansions-Dampfmaschinen stammten von Babcock aus Frankreich, die schwere Bewaffnung von Armstrong aus Großbritannien, die Feuerleitanlage zum großen Teil aus dem Deutschen Reich sowie alles übrige aus Italien, darunter auch das nach dem Krupp-Verfahren hergestellte Panzermaterial. Auch die Anordnung der Mittelartillerie war fortschrittlich, da sie nicht in Einzelkasematten im Unterdeck aufgestellt war, sondern in Türmen. Damit war sie auch bei schwerem Seegang voll einsetzbar.

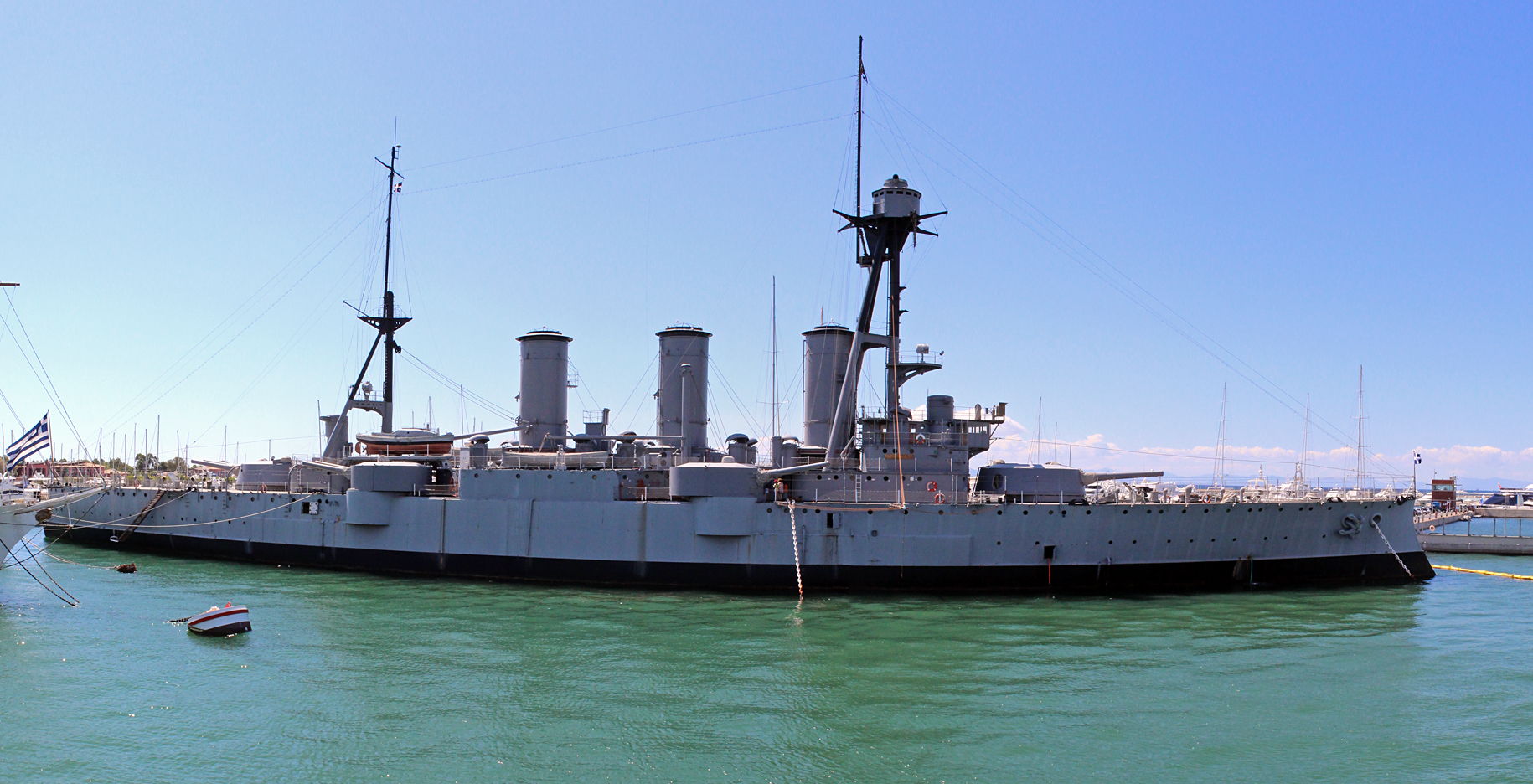
Die Georgios Averoff 2014

Im Ergebnis war die Georgios Averoff etwas schwächer bewaffnet (Hauptkaliber 234 mm statt 254 mm), aber stärker gepanzert und mit einer hochwertigeren Feuerleitanlage versehen als die originalen Schiffe der Pisa-Klasse. Sie wurde am 1. September 1911 in Dienst gestellt und wurde als größtes und stärkstes griechisches Kriegsschiff sofort zum neuen Flaggschiff der Königlich Griechischen Marine.

## Der Name
Das Schiff wurde nach Georgios Averoff, einem griechischen Geschäftsmann und Philanthropen benannt. Er hatte in seinem Testament bestimmt, dass nach seinem Tode (1899) 20 % seines Erbes der griechischen Heereskasse für den Erwerb eines Kriegsschiffes zugewendet werden sollten, was seinerzeit einem Betrag von 8 Mio. Drachmen entsprach. Das Schiff sollte als „Seekadettenschule“ dienen und seinen Namen tragen. Die damalige griechische Regierung von Kiriakoulis Mavromichalis (Κυριακούλης Μαυρομιχάλης) zahlte den restlichen Teil des Kaufpreises von insgesamt 22,3 Mio. Drachmen.

## Einsätze

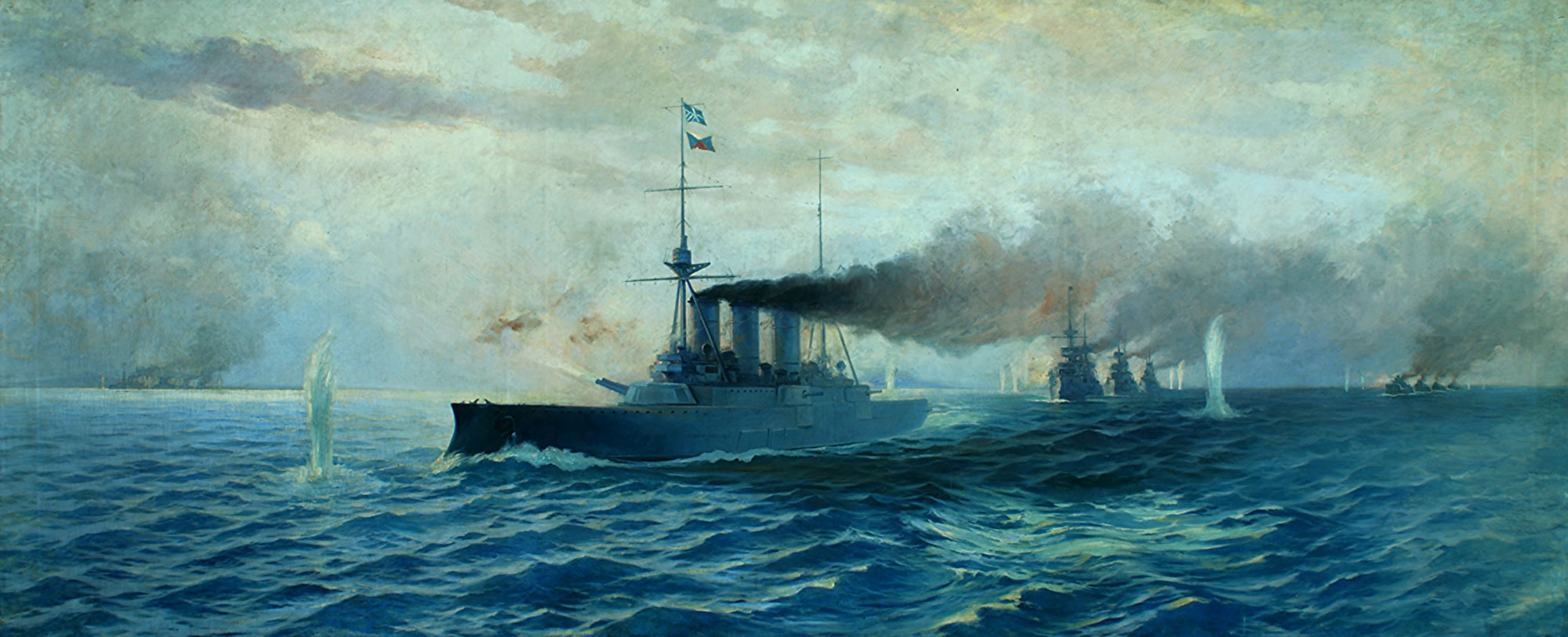
Die Averoff in der Seeschlacht von Elli, 1912

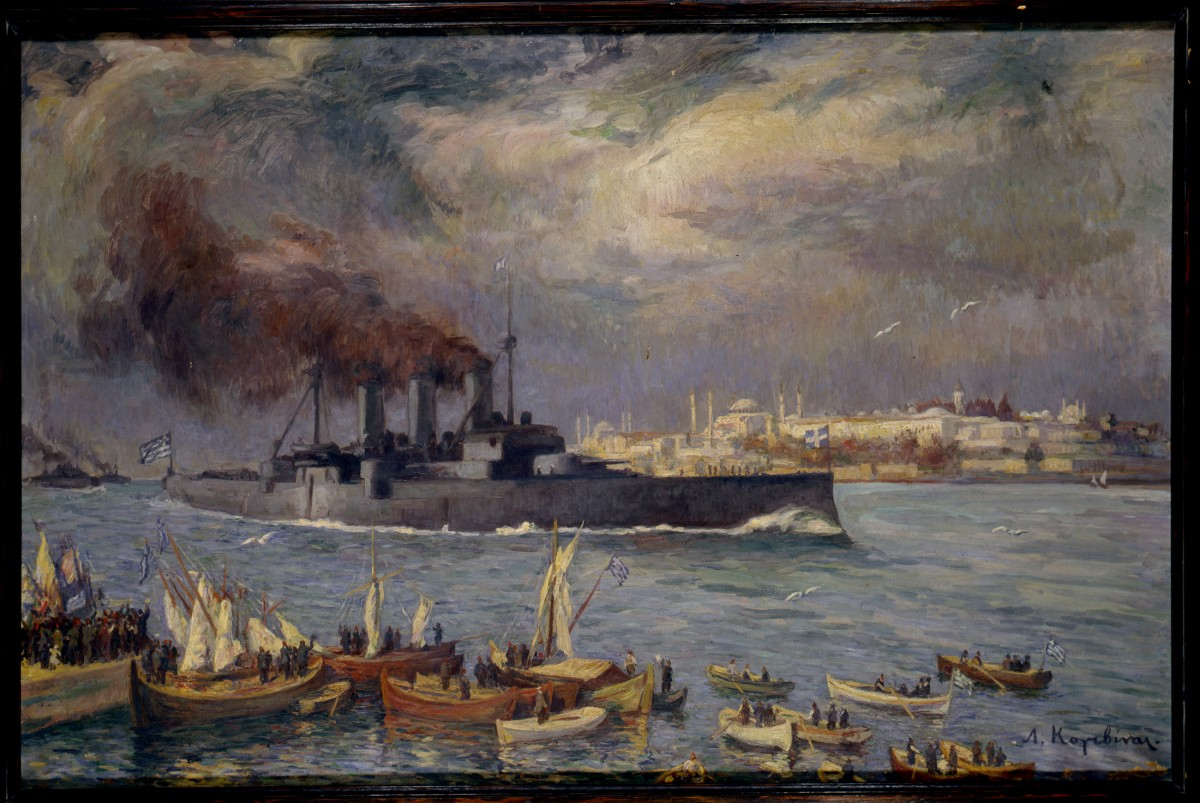
Die Averoff auf einem Gemälde von Lykourgos Kogevinas, 1919

Der Kauf des modernsten und schlagkräftigsten Schiffs in der Ägäis lohnte sich schnell, da das Schiff sowohl in Bewaffnung und Panzerung als auch Geschwindigkeit anderen Schiffen weit überlegen war. Im ersten Balkankrieg drängte Georgios Averoff beim ersten und zweiten Aufeinandertreffen mit der osmanischen Marine, also in der Seeschlacht von Elli am 3. Dezember 1912 und in der Seeschlacht von Limnos am 5. Januar 1913 in der Ägäis, die sich völlig ungeordnet zurückziehende gegnerische Flotte praktisch im Alleingang in die Dardanellen ab. Konteradmiral Pavlos Koundouriotis setzte die Georgios Averoff aufgrund ihrer Überlegenheit gegenüber allen feindlichen und verbündeten Einheiten oft in der Rolle eines Schlachtschiffes ein, da sie durch ihre höhere Geschwindigkeit auf sich gestellt besser operieren konnte als im Verband. Dabei beschädigte der Panzerkreuzer die feindlichen Einheiten schwer, erlitt selbst jedoch fast gar keinen Schaden. Alle Inseln der Ägäis, die seewärts des Gefechtsfeldes lagen und griechisch besiedelt waren, fielen dabei in griechische Hand.
Während des unmittelbar anschließenden Ersten Weltkrieges, bei dem die Georgios Averoff nur wenig zum Einsatz kam, da Griechenland zunächst neutral war und sich erst 1917 den Alliierten anschloss, sicherte sie den Griechen die Vormachtstellung gegenüber der türkischen Marine, die eine Modernisierung ihrer Flotte in Angriff genommen hatte, aber in der Kürze der Zeit nicht durchführen konnte. Auch während des, auf die Niederlage des Osmanischen Reiches im Ersten Weltkrieg folgenden Griechisch-Türkischen Krieges, stellte der Panzerkreuzer für Griechenland weiterhin die Seeherrschaft in der Ägäis sicher und machte jegliche maritime Aktivitäten der Türkei von Anfang an unmöglich. Nach der Niederlage der Griechen in diesem Krieg half die Georgios Averoff bei der Evakuierung von griechischen Soldaten und Flüchtlingen aus Smyrna (heute: İzmir) und anderen Städten in Westanatolien.
In der Zwischenkriegszeit wurde die Georgios Averoff zwischen 1925 und 1927 in Frankreich zum ersten Mal in größerem Stil überholt. Dabei erhielt sie moderne Flugabwehrwaffen, einen neuen Hauptmast sowie eine verbesserte Feuerleitanlage. Ferner wurden nunmehr auch die mittlerweile obsolet gewordenen vorderen Torpedorohre entfernt. Als nach wie vor größtes und stärkstes griechisches Kriegsschiff blieb sie weiterhin das Flottenflaggschiff, nachdem der Kauf einer oder mehrerer größerer Einheiten aus Haushaltsgründen vor allem nach der Weltwirtschaftskrise von 1929 nicht mehr praktikabel war.
Im Zweiten Weltkrieg wurde die Georgios Averoff zuerst nach Kreta, später nach Alexandria zurückgezogen, wo sie sich der britischen Royal Navy anschloss. Sie entkam dabei den Angriffen der deutschen Luftwaffe, welche während der Besetzung Griechenlands durch die Wehrmacht die Mehrzahl der griechischen Kriegsschiffe versenkte. Etwas später wurde die Georgios Averoff nach Bombay verlegt, von wo aus sie während des Krieges hauptsächlich Konvoidienst fuhr.
Nach der Befreiung Athens im Jahre 1944 brachte sie die griechische Exilregierung in die Hauptstadt zurück.
Bis zu ihrer Außerdienststellung 1952 war das griechische Flottenkommando auf der Georgios Averoff stationiert. Seit 1984 ist sie ein Museumsschiff als Teil des Schiffsmuseums Trokadero Marina im Hafen von Paleo Faliro, in der Nähe von Athen. Zu Veranstaltungen zumeist in der Sommerzeit sticht die Georgios Averoff weiterhin in See.

## Mythos Georgios Averoff
Die Georgios Averoff wurde durch ihre Einsätze in den Balkankriegen und im Ersten Weltkrieg, wo sie ihren Feinden hohe Verluste zufügte, ohne selbst jemals ernsthaft beschädigt zu werden, zu einem nationalen Mythos. Bis heute darf sie als einziges inaktives Schiff Flagge und Gösch der griechischen Marine tragen.
Ihr bekanntester Kommandant, Admiral Pavlos Koundouriotis, wurde, auch aufgrund seiner Erfolge mit der Georgios Averoff, mehrfach zum griechischen Vizekönig und Staatspräsidenten gewählt und ist bis heute neben Eleftherios Venizelos einer der wichtigsten Nationalhelden Griechenlands.
Zu Ehren des Schiffes wurde auch der Georgios-Averoff-Marsch komponiert, der noch heute zu offiziellen Anlässen der griechischen Marine gespielt wird. 2012 diente das Schiff als Kulisse für den deutschen Spielfilm Die Männer der Emden.